# 반기문
반기문(潘基文, 1944년 6월 13일~)은 대한민국의 제7대 외교통상부 장관을 역임한 외교관이자 제8대 유엔 사무총장이다. 본관은 광주(光州)이며, 충청북도 음성군 원남면 출신이다.
1970년 서울대학교를 졸업하고 외무고시에 차석으로 합격하여 외무부에서 근무했다. 외무부 미주국장, 외교정책실장 등을 거쳐 대통령비서실 외교안보수석비서관, 외교통상부 차관을 지냈고, 2004년 1월부터 2006년 11월까지 노무현 정부에서 외교통상부 장관을 역임했다.
2006년 10월 13일 유엔 총회에서 제8대 유엔 사무총장으로 선출되어, 2007년 1월 1일 코피 아난의 뒤를 이어 유엔 사무총장의 임기를 시작하였다. 2011년 6월에는 반기문 사무총장 연임 추천 결의안이 안보리의 만장일치와 지역그룹 전원이 서명한 가운데 총회에서 192개 회원국의 박수로 통과되어 유엔 사무총장 연임에 성공하였다.
반기문은 2013년 미국의 경제 잡지 《포브스》가 선정한 전 세계에서 가장 영향력 있는 인물 가운데 한국인 중 가장 높은 32번째로 선정됐다. 2016년 12월 12일 미국의 외교·안보 잡지 《포린 폴리시》는 국제적인 리더십으로 기후 변화 문제 해결의 금자탑이 된 파리 협정을 성사시키고 1년만에 국제법으로 발효시킨 공로를 인정하여, 반기문을 세계의 사상가 100인 중 정책결정자 부문에 선정했다.
2016년 12월 31일 유엔 사무총장에서 퇴임하였고, 이듬해 1월 12일에 귀국하여 본격적으로 대선 출마 준비를 하였으나 언론을 통해 각종 의혹들이 제기 되던 중에 귀국 20일만인 2월 1일에 전격적으로 대선 출마를 포기하였다.
2017년 국제올림픽위원회 (IOC) 윤리위원장으로 선출됐다.

## 생애 초기

### 출생과 성장

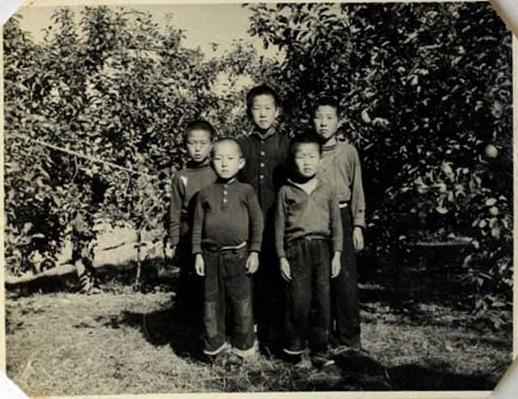
1953~54년 충주교현국민학교 2~3학년 재직 중 동생들과 찍은 사진(뒷줄 가운데)

일제강점기인 1944년에 충청북도 음성군 원남면 상당리(행치마을)에서 아버지 반명환과 어머니 신현순 사이에서 3남 2녀 중 장남으로 태어났다. 충북산업에 근무하던 아버지의 직업 특성상 자주 이사를 하였는데, 3세때 청주로, 다시 8세때 충주로 이사하여 충주시 문화동에서 성장기를 보냈다.
충주교현초등학교 6학년 때 다그 함마르셸드 유엔 사무총장에게 헝가리 혁명에 대한 탄원서를 제출했다. 소련군이 헝가리를 무력으로 침공했기 때문이었다. 반기문은 당시 "헝가리 사람들이 자유를 위해 공산주의에 맞서 싸우고 있으며 세계의 평화를 위해 일하는 유엔에서 그들을 도와야 한다”는 내용의 편지를 보냈다.
반기문의 시조는 중국 주(周)나라 문왕(文王)의 셋째아들인 계손(季孫)으로, 현재에도 중국 허난(河南)성 싱양(滎陽)현의 가오산(高山)진 판야오(潘窯)촌에 판씨 집성촌이 있으며, `세계 판씨 종보(宗譜)'에 이에 대한 기록이 남아 있다. 한반도에 뿌리를 내리게 된 것은 시조 판계손의 62세손으로  남당(南唐)때 태사(太師)를 지낸 판여우(潘佑)의 셋째 아들과 넷째 아들이 전쟁포로로 잡힌 후, 고려사신의 중재를 거쳐 거제도로 이주한 것이 오늘날까지 이어졌다고 한다.
또한 조선 중종 때 형조판서를 역임하며 청백리로 이름이 높았던 반석평(潘碩枰)이 반기문의 선조이기도 하다. 석평은 본래 서자 출신으로 13세에 아버지를 여의고 노비 신분으로 서울의 이 참판 집에서 종노릇을 했다. 그런데 이참판은 석평의 영특함을 아껴 노비문서를 불사르고 아들이 없는 친척 양반집에 양자로 보내서 과거준비를 할 수 있게 하였다. 석평은 1507년 식년문과 병과에 급제한 후 병조참의, 함경북도 병마절도사, 형조참판, 한성부 판윤 등을 거쳐 형조판서(현 법무부 장관)를 지낸 인물이다.

### 학창시절과 군 복무
충주중학교를 다니던 시절에는 학업성적이 우수한 모범생이었으며 특히 영어를 열심히 공부했다. 충주고등학교 진학 후에는 영어 공부에 더욱 매진하였는데, 당시 한국 최초로 설립된 대규모 화학비료공장인 충주비료공장에 근무하는 미국인 기술자들에게 부탁하여 원어민의 영어발음을 녹음하여 공부하는 등의 노력을 기울였다. 반기문의 집안 분위기는 불교였으나 가까운 성당에 출석하여 미국인 선교사나 신부들과 대화를 하기도 했다.
고등학교 2학년 때에는 미국 적십자사에서 주최하는 영어경시대회에서 최고 점수를 받았고, 이때 주어진 부상으로 '외국 학생의 미국 방문 프로그램(VISTA)'에 선발되어 1962년 고등학교 3학년 때 미국을 방문했다. 한 달간 미국 연수 및 봉사활동을 하였고 이 기간중에 백악관을 견학한 후 존 F. 케네디 대통령을 만나는 기회를 가졌으며 이를 계기로 외교관의 꿈을 키웠다.

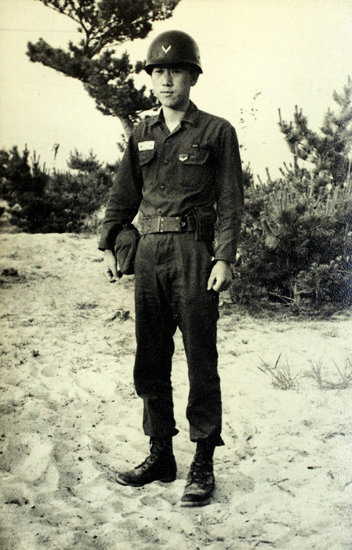
군 복무 중인 반기문. 1965년에서 1967년 사이.

고교은사인 김성태의 권유로 흥사단에 가입하여 활동하기도 했다. 1963년 충주고등학교를 수석으로 졸업하고 서울대학교 외교학과에 진학했다. 1965년 4월부터 약 2년 6개월 간 육군 병장으로 군 복무를 마쳤다. 1970년 2월 서울대학교 외교학과 졸업과 동시에 제3회 외무고시에 차석으로 합격해 그 해 3월 외무부에 들어갔다. 신입 외교관 연수를 마칠 때 수석을 차지했다. UN 국제 영어, 프랑스어, 독일어, 일본어 소통이 가능하다.

## 대한민국 외교관

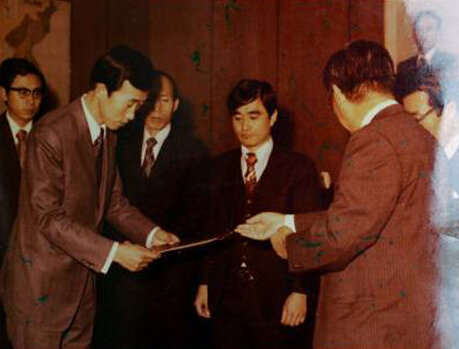
1975년 박찬현 주 인도대사로 부터 녹조근정훈장를 수여받는 모습.

반기문은 오랜 기간 대한민국 정부에서 외교관으로서 업무를 수행하였다. 1970년 외무부 여권과 1972년 주 인도대사관 부영사, 1974년 주 인도대사관 2등 서기관 등을 지냈고, 주로 국제 조직을 거쳐 1980년 외무부 국제조직조약국 과장이 되었다.
이후 외무부 지원으로 하버드 케네디 행정대학원으로 유학하였으며, 1985년 4월에 졸업하여 석사 학위를 취득했다. 당시 팰로우(Fellow) 신분에 참사관으로  미국의 학계 인사 등 130명으로 구성된 '김대중 안전 귀국 보장 운동'이 김대중의 안전 귀국을 요청하는 연명 서한을 전두환 당시 대통령 앞으로 1월 10일 보낼 예정이란 정보를 주미대사에게 보고하여 그 내용이 외교부에 전달된다.
1985년 노신영 국무총리에 의해 총리 의전비서관으로 발탁됐다. 1987년 7월 주미대사관 총영사, 1990년 6월 외무부 미주국장, 1992년 2월 외무부장관 특별보좌관, 1992년 9월 주미 공사를 역임했다.

### 김영삼 정부

1996년 11월, 청와대 외교안보수석 임명장 수여식에서의 김영삼 대통령과 반기문

반기문은 1994년 제1차 북한 핵위기 때 주미 대사관 정무공사로 재직하면서 한국과 미국 사이의 대북정책을 조율하는 실무총책을 맡았으며 그해 10월 북미 제네바 기본합의 체결과정에 기여했다. 1995년 2월 외무부 외교정책실장과 외무부 차관보를 지내고, 1996년 11월에는 외교안보수석을 맡았다. 1997년 2월 황장엽 전 조선로동당 비서가 베이징 한국 총영사관에 망명 신청을 했을 때, 중국 정부의 입장을 고려해 제 3국인 필리핀을 경유하여 한국으로 망명할 수 있도록 필리핀 피델 라모스 대통령에게 김영삼 대통령의 친서를 전달하고 황장엽의 한국행을 위한 담판을 지은 밀사로서 활약하였다.

### 김대중 정부
반기문은 2000년 1월 외교통상부 차관을 지내다가 2001년에 물러났다. 뒤이어 2001년 9월 제56차 유엔총회의장 비서실장, 2002년 외교통상부 유엔본부 대사를 맡았다. 그 와중에 9·11 테러가 발생하자, 그와 관련된 유엔 차원의 테러리즘 대응조치 및 이견 조율 업무를 수행하는 등 국제경험을 쌓았다.

### 노무현 정부
반기문은 참여정부에서 외교안보보좌관을 지냈다. 2003년 2월 11일 미국의 신용평가기관인 무디스가 "북한행동 및 국제사회의 대응과 관련한 불확실성"을 문제 삼아 대한민국의 국가신용등급 전망을 '긍정적'에서 '부정적'으로 낮추며 정부를 압박했다. 반기문의 인터뷰에 따르면 미국 부시 행정부 당시 노무현이 "반미"적이라는 것이 그 이유였다. 2003년 3월 9일 참여정부는 반기문을 비롯한 3인의 대표단을 무디스, 피치, 스탠더드 앤드 푸어스 등의 신용평가기관에 보냈다. 반기문은 인터뷰에서 3인의 대표단은 뉴욕의 무디스와 스탠더드 앤드 푸어스 본사와 홍콩의 피치 사무국을 방문해 한국의 신용등급을 내리지 말아달라고 읍소하여 시간을 벌 수 있었다고 말했다. 이후 무디스는 신용등급 전망만 낮춘 채 실질적인 신용등급 하향 조치는 취하지 않았다.

### 대한민국 외교통상부 장관

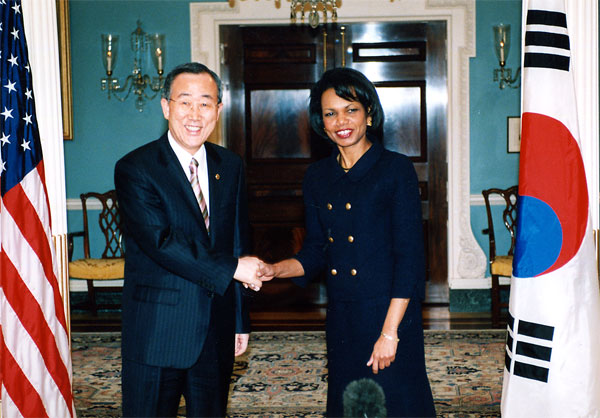
2006년 1월 미국 국무장관 콘돌리자 라이스와 함께 악수를 나누고 있는 반기문

노무현 참여정부 집권기인 2003~2008년 사이에, 반기문은 2004년 1월 외교통상부 장관으로 취임하여 2006년 11월까지 장관직을 수행하였다.

### 김선일씨 피살 사건
2004년 5월 31일, 업무차 이라크를 찾았던 가나무역 통역사 김선일이 이라크에서 무장단체에 의해 피랍되는 사건이 발생하였다. 김선일 씨를 납치한 무장단체 '유일신과 성전'은 석방 조건으로 한국군과 가나 무역의 이라크 즉각 철수 및 한국군 추가 파병 중단을 내걸었다. 반기문은 당시 외교통상부 장관으로서 직접 석방팀을 총지휘하였으며, 6월 22일 알자지라 방송에 출연하여 김선일 씨의 석방을 요청하였다.
그러나 반기문이 알자지라 방송에 출연한 당일, 김선일 씨는 팔루자 인근 도로변에서 피살당한 체로 발견되었다. 이로 인해 야당에서는 반기문 장관에 대한 경질론까지 불거져나왔고, 결국 반기문은 6월 24일 국회 본회의장에서 열린 청문회에서 사과의 뜻을 표명했다. 훗날 인터뷰에서 반기문은 이 때가 외교관 인생 중 가장 힘든 시기였다고 회고하였다.

#### 주변국과의 영토 분쟁 관련 입장
반기문 장관은 2004년 국정감사에서 1909년 청나라와 일본 간에 체결된 간도 협약이 무효라는 입장을 밝혔다.
2005년 반기문 장관은 독도 문제나 역사 문제에 대해 일본 정치인들은 한국인들의 감정을 자극하는 발언을 자제하라고 촉구했다. "독도 문제는 우리 국토와 주권 문제와 관련돼 있고 한일관계보다 상위개념이다. 시마네현 영토 편입조치가 우리가 외교권이 거의 박탈당한 상태에서 이뤄진 불법적인 조치였기 때문에 국제법적으로 효력이 없는 것이다."라고 말했다.

#### 참여정부와의 대북정책 대립
보수적인 대북관을 가지고 있던 반기문은 대북 유화정책을 추구하던 노무현 당시 대통령 및 참여정부 각료들과 잦은 마찰을 빚었다. 2004년 7월 반기문은 국가안전보장회의(NSC)의 결정을 무시하고 베트남에 모여있던 400여명의 탈북자들을 공개적으로 일거에 한국으로 입국시켜 대북관계를 경색시키고 대통령과 대립하였다. 또한, 2005년 3월 미국이 기존의 정전협정 체제를 평화협정 체제로 바꾸자는 조선민주주의인민공화국의 주장을 심도있게 검토하고 이를 대한민국 측에 제안했으나, 반기문은 이를 유엔사를 해체하고 주한미군을 철수시키려는 조선민주주의인민공화국의 기만전술이라고 판단하여 노무현에게 보고조차 하지 않았고, 나중에 콘돌리자 라이스 당시 미 국무장관에게 이 사실을 확인한 노무현은 반기문을 크게 질책하였다.
반기문은 이후에도 조선민주주의인민공화국의 주장에 동조하는 참여정부의 한반도 평화협정 체제 구상에 계속 집요하게 반대하였다. 반기문은 2005년 8월 미국 워싱턴을 방문하여 '선 6자회담, 후 평화협정' 방침을 강조하는 발언을 하였고, 이 때문에 정동영 당시 국가안전보장회의(NSC) 상임위원장으로부터 그런 냉전적 시각으로 외교를 제대로 하겠냐는 질책을 듣기도 하였다. 청와대는 이같이 대북문제에 강경한 반기문을 견제하기 위해, 2005년 9월 6자회담에서 조선민주주의인민공화국이 모든 핵무기를 파기하고 NPT와 IAEA로 복귀한다는 9.19 공동성명이 타결될 때, 외교부에 박선원 당시 행정관을 감시병으로 파견하기도 하였다. 이후 2006년 7월 조선민주주의인민공화국이 대포동 2호를 발사하고, 같은 해 10월 1차 핵실험을 감행하여, 9.19 공동성명은 공식적으로 파기되었다.

## 유엔 사무총장

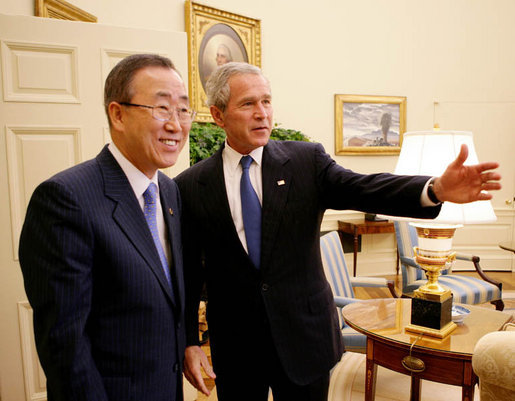
2007년 7월 백악관에서 조지 W. 부시 미국 대통령을 만난 반기문

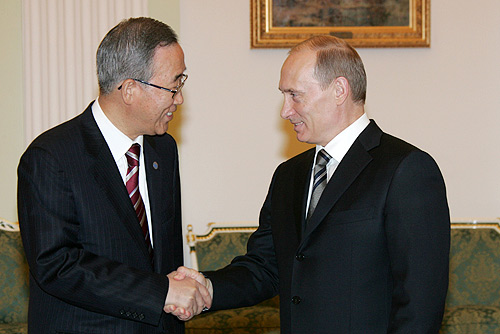
2008년 4월 모스크바에서 블라디미르 푸틴 러시아 대통령을 만난 반기문

2006년 2월 14일에 유엔 차기 사무총장 선거에 공식적으로 출마 선언을 하여 선거운동을 시작했다. 반기문은 대한민국의 외교통상부 장관으로서 유엔 안전보장 이사회의 모든 나라를 순방할 수 있었다. 2006년 10월 14일에 한국인으로서는 최초로 유엔 사무총장에 당선되었다. 그러나 그가 출마를 선언했을 당시엔 그의 당선을 예상한 외신은 그다지 많지 않았다. 반기문은 아시아에 돌아갈 차례였던 당시 사무총장직을 놓고 인도 출신의 샤시 타루르와 경쟁하였다. 하지만 8대 유엔 사무총장을 뽑는 1차 예비투표에서 그는 15개의 유엔 안전보장이사회 회원국 중 13개국의 찬성을 받아 1위에 오르게 되고, 2차 투표에서 14표, 3차 투표에서 13표를 얻었고, 마지막 4차 투표에서 그는 7명의 후보를 제치고 안보리 15개 나라중 14개 나라의 지지를 받아 제8대 유엔 사무총장에 당선되었다. 특히 선거가 진행되는 동안 중동, 아프리카 국가의 그에 대한 지지는 대단하였으나, 10월 2일의 최종 비공식 설문조사까지 일본은 기권표를 던졌다가 논란을 피하기 위해 찬성으로 방향을 바꾸었다.

### 첫 번째 임기 (2007–2011)
2007년 1월 1일 반기문이 유엔 사무총장으로 취임하자, 영국의 이코노미스트지는 그에게 직면한 주요 문제로서, 이란과 조선민주주의인민공화국의 핵 문제, 다르푸르 분쟁의 유혈사태, 끊임없는 중동의 분쟁, 환경 재앙, 급증하는 국제 테러리즘, 대량살상무기의 확산, 에이즈의 만연, 그리고 유엔 내부의 개혁 필요성을 언급하였다. 반기문은 탄자니아의 외무장관 아샤로즈 미기로를 유엔 사무부총장으로 지명하고 유엔 사무국 내각(Senior Management Group)을 구성하였다.
2007년 2월 6일 유엔 총회장에서 192개 회원국 대표가 참석한 가운데 열린 비공개 회의에서 반기문은 비대해진 유엔 평화 유지 활동국(DPKO)을 업무별로 2개 부서로 분리하고 군축 부서를 사무총장 직속에 두는 내용을 골자로 한 유엔 평화 유지 활동 개혁 방안을 발표했다. 또 기구 개편안에 대한 회원국들의 지지를 촉구했다.

#### 지구 온난화
반기문은 임기 초반에 지구 온난화를 주요 문제로 인식하였다. 2007년 3월 1일 온실 가스 감축을 위해 조지 W. 부시 미국 대통령을 백악관에서 만난 자리에서 반기문은 "과거 냉전이 절정에 달했던 시기 우리 세대에는 핵겨울이 가장 큰 위협이었으나, 지금 인류에 그와 비견될 정도로 위협이 되는 것은 기후 변화이다"라고 지구 온난화 문제 해결을 위한 노력을 강조하였다. 2009년 9월 3일 스위스 제네바에서 열린 세계 기후 회의에서 "우리의 발은 가속 페달을 밟고 있고, 우리는 나락을 향해 가고 있다"며 기후 변화 문제에 대한 범국가적 협력을 거듭 촉구하였다.

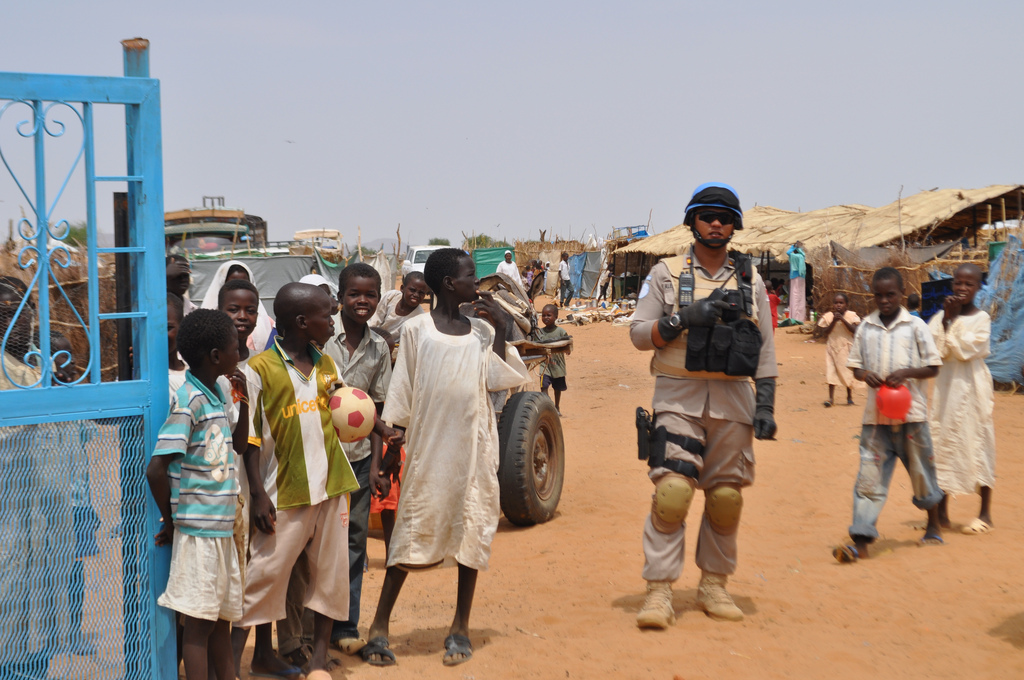
다르푸르 분쟁 지역에 파견되어 평화유지 임무 수행 중인 유엔 평화유지군 병사

#### 다르푸르 분쟁
2007년 1월 반기문은 에티오피아 아디스아바바에서 열린 아프리카 연합 정상회의로 최초 외부 순방을 하였다. 반기문은 수단의 다르푸르 분쟁 해결이 그의 임기 중 최우선 목표 중 하나라는 것을 천명하고, 수단의 대통령 오마르 알바시르를 만나 분쟁 지역에 유엔 평화유지군이 들어갈 수 있도록 하였다. 이는 수단 정부의 지속적인 반대로 지지부진했던 국제사회의 개입이 비로소 성사된 것으로, 다르푸르 분쟁 상황 해결의 중요한 돌파구가 되었다. 2007년 7월 31일 유엔 안전 보장 이사회는 26,000명의 유엔 평화유지군 병력이 아프리카 연합군과 합세해 분쟁 지역으로 진입하는 것을 승인하였고, 해당 지역에서 유엔 평화유지군의 활동은 2007년 10월부터 시작되었다.

### 두 번째 임기 (2012–2016)

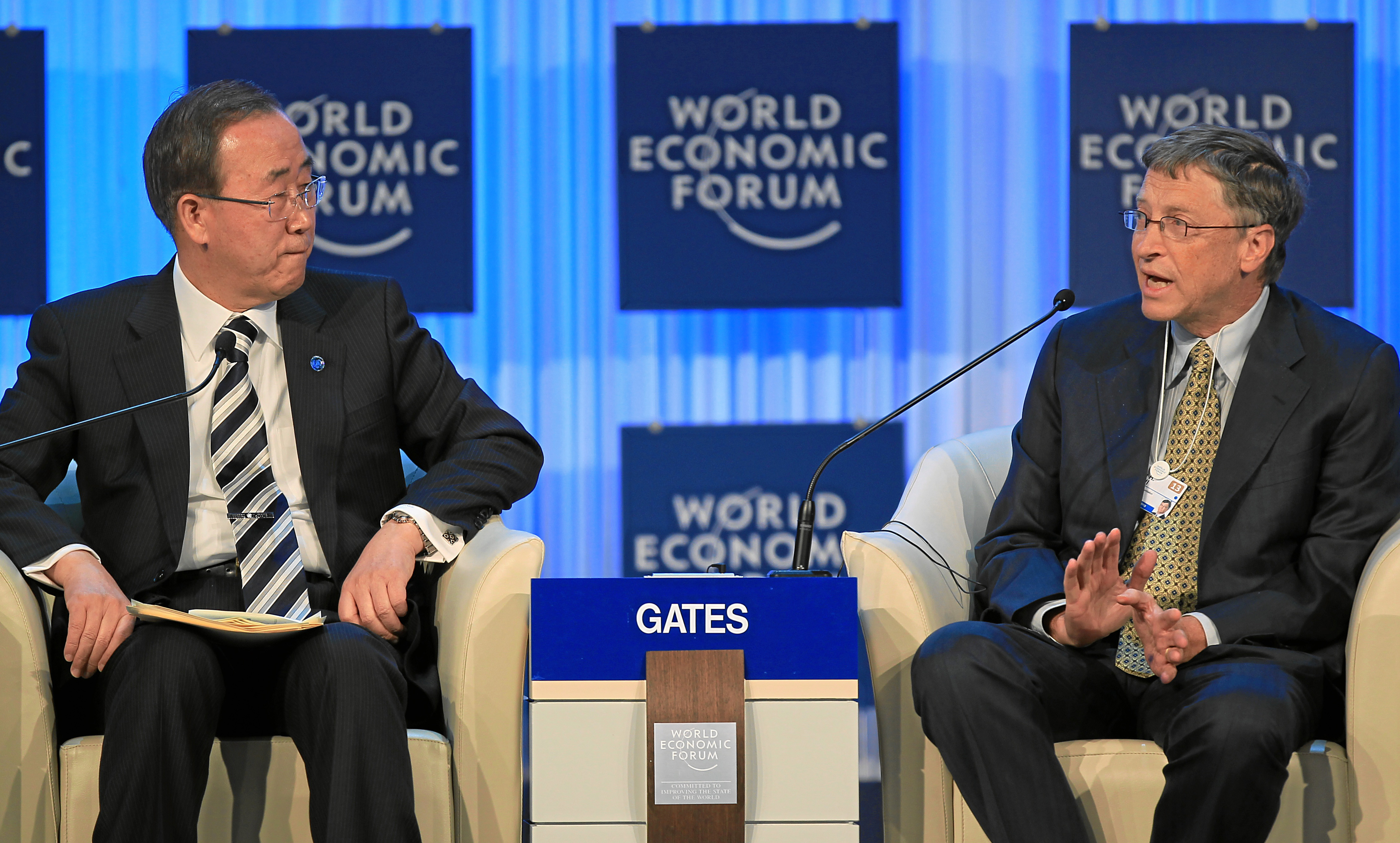
2013년 1월 세계 경제 포럼에서 빌 게이츠와 반기문

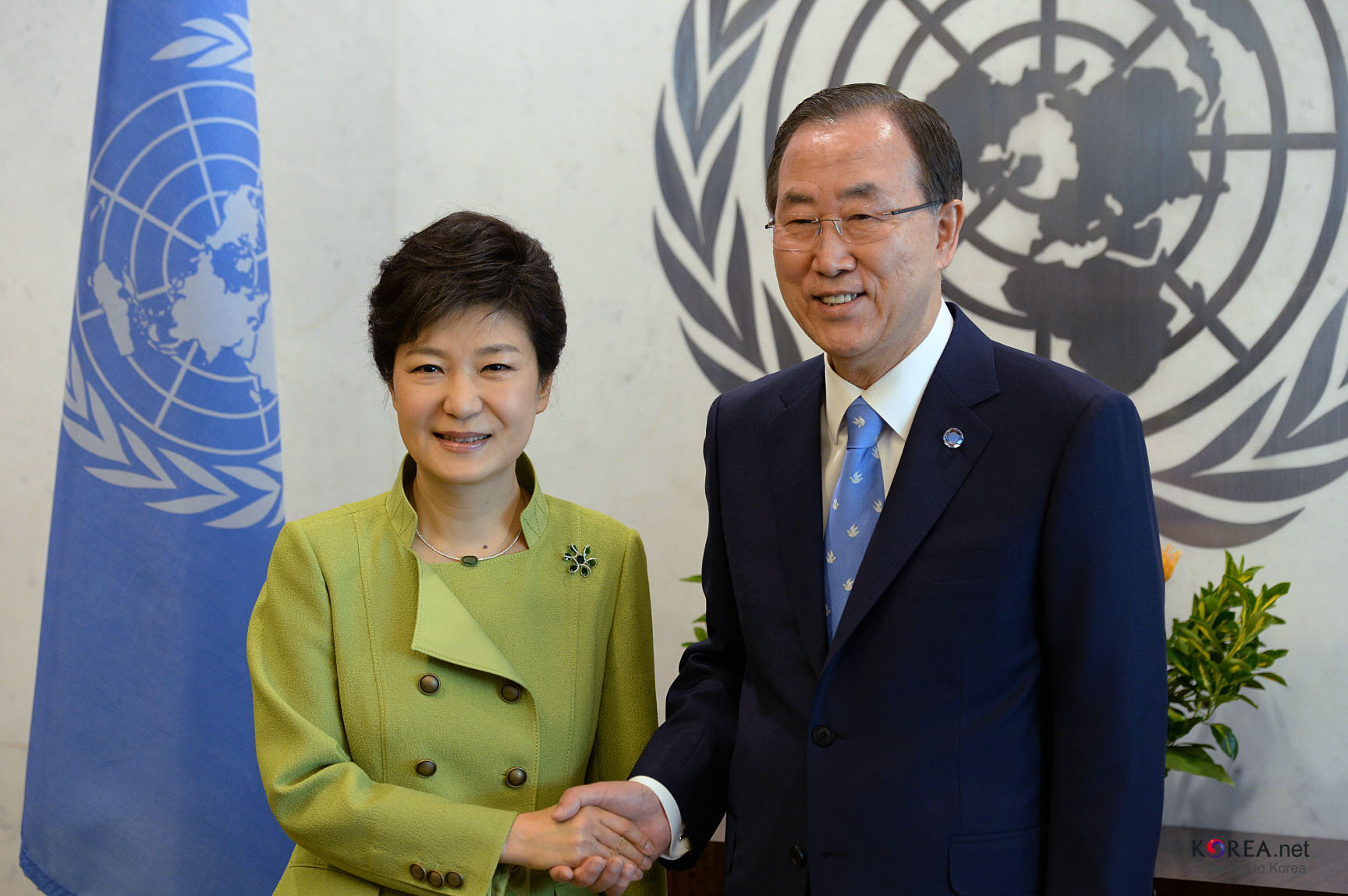
2013년 5월 뉴욕 유엔 본부를 방문한 박근혜 대통령을 만난 반기문

2011년 6월 21일, 반기문은 인류평화를 위해 노력한 점을 인정받아, 사상 이례적으로 15개 상임 및 비상임이사국과 유엔 전 회원국을 대표하는 5개 지역그룹 의장의 연임 추천을 받아 유엔 총회에서 192개국 회원국 만장일치로 유엔 사무총장에 재선되었다. 연임에 성공한 반기문은 자신의 다음 파트너로서 스웨덴의 외교관 얀 엘리아손을 유엔 사무부총장으로 임명하여 내각을 재구성하였다. 두 번째 임기 중에는 중동의 평화 문제와 소수자들의 평등과 인권 문제에 대해 강조하였다.
경제적 빈곤에 허덕이는 아프리카 국가들에게는 새마을운동을 강조하였다. 2018년에 방송된 불교방송 '우승택의 부자완성프로젝트' 9회에서 고정 강사는 아프리카 빈국 콩고 공화국 주일 대사를 만날 기회가 우연히 있었는데 주식 투자를 아직 모르고 있었다고 말했다. 15회차에서는 농작물 작황 등에 시장 가격 변동을 주식 분석 기술로 다루게 되는 주식 시장이 국민 소득 180달러 콩고에는 없지만 대한민국은 국민 소득 50달러에도 있었다니 놀랬다는 증언도 있었다.
2016년 5월에 경주에서 열린 유엔NGO컨퍼런스에서는 단월드 대표를 만났다. 대통합을 이유로 신천지, 통일교 등을 가까이 하여 기독교계에서 사이비 이단 관련 지탄을 받은바 있다.

#### 중동 문제
반기문은 2012년 11월 사우디 아라비아 압둘라 국왕이 주최하는 카이시드(KAICIID) 빈 국제 종교포럼에 참석해, "사우디 아라비아를 비롯한 아랍의 많은 나라들이 변화하고 있다. 아랍의 봄 이후 아랍 지도자들은 국민들의 목소리에 귀 기울이기 시작했다."고 언급하며, 2011년 초부터 진행된 리비아 내전과 아랍의 봄에 각별한 관심을 보이고 아랍의 변화에 대해 긍정적인 입장을 표명하였다.
2016년 1월 26일 반기문은 안전보장이사회의 중동 관련 토론에서 이스라엘이 최근 요르단강 서안에서 유대인 정착촌을 확대하는 건 팔레스타인의 증오를 부추기고 국제사회를 모욕하는 행동이라고 지적하였다. 반기문은 억압받는 민족이 시대를 걸쳐 보여줬듯이 점령에 저항하는 건 인간의 본성이며, 이는 증오와 극단주의의 강력한 인큐베이터가 된다고 강조하면서 이스라엘의 조치를 강한 어조로 비판하였다. 이후 2016년 6월 이스라엘과 팔레스타인을 직접 방문하여 베냐민 네타냐후 이스라엘 총리, 마흐무드 압바스 팔레스타인 자치정부 수반을 각각 만나 분쟁 해결을 위한 중재를 하였다. 반기문은 이스라엘과 팔레스타인 양측 모두 이 땅에 역사적 종교적 연결점이 있음을 강조하면서, 유엔이 분쟁 해결책으로 제시해 온 평화 협상에 기반한 2국가 해법(two-state solution)을 다시금 상기시켰다.

#### 성소수자 권리
2012년 3월 7일 반기문은 유엔 인권 이사회에서 "때가 왔다"는 연설을 통해, 이사회가 호모포비아 반대와 LGBT 권리 증진에 더 적극적으로 관심을 가져줄 것을 촉구하였다.

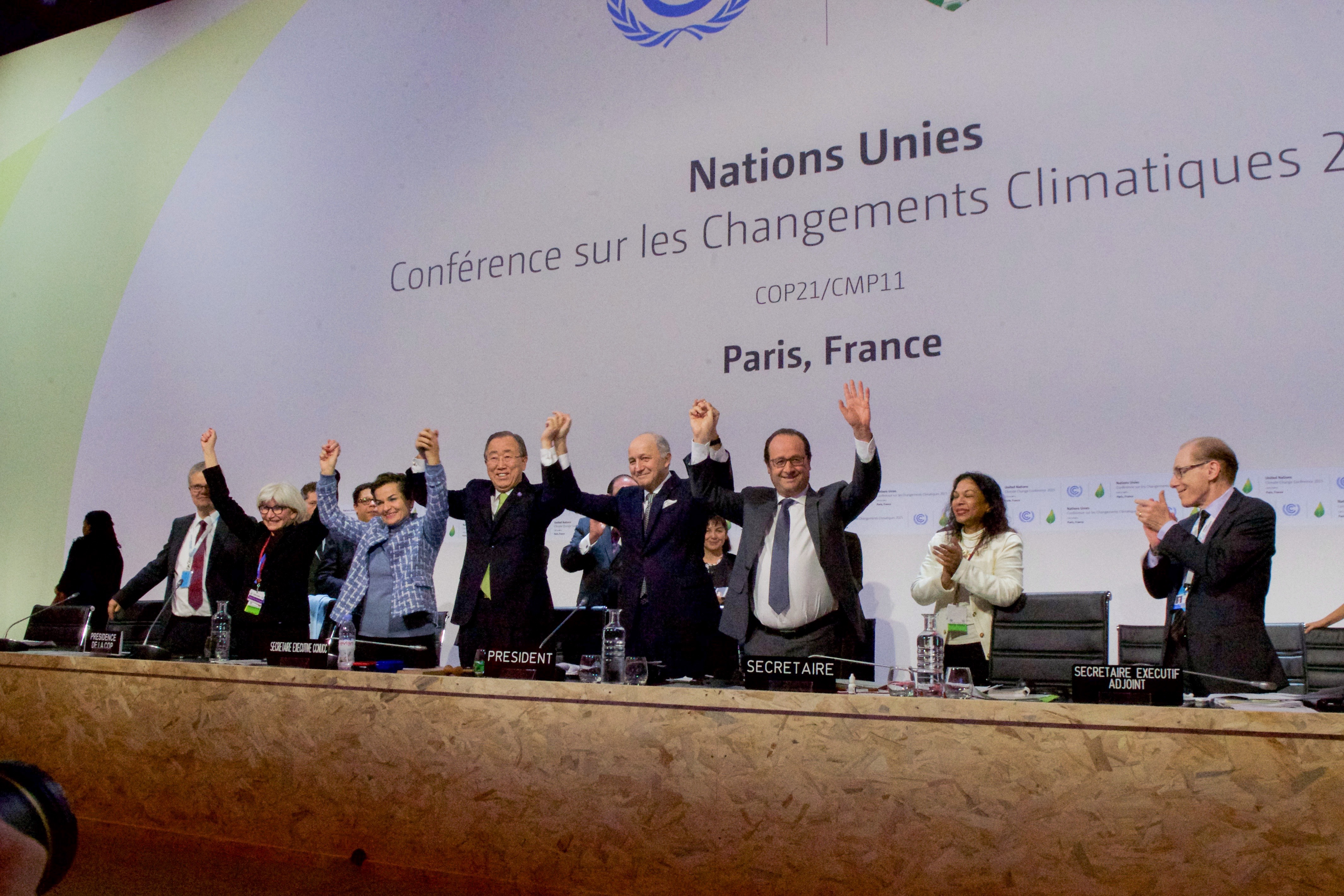
195개국의 합의로 역사적인 파리 협정이 성사되자 각국 정상들과 환호하는 반기문

#### 파리 기후 협정
2014년 9월 반기문은 뉴욕에서 열린 기후변화행진(People's Climate March)에 참가하여 기후 변화에 대한 대책을 촉구하는 시민운동에 동참하였다. 이어서 2015년 프랑스 파리에서 열리는 유엔 기후 변화 회의 준비를 위해 세계 지도자들을 유엔 기후 정상회의(UN Climate Summit)에 불러모았다.
파리 유엔 기후 변화 회의에서 반기문은 주관자로서 역사적인 파리 협정을 이끌어내는 데 크게 기여하였다. 미국 등 주요국이 빠지고 연장에 실패한 교토 의정서와 달리, 파리 협정은 2015년 12월 12일 195개국이 채택하여 체결이 성사되었다. 기후 변화 회의의 주최국 프랑스의 외무장관 로랑 파비위스는 "야심차고 균형잡힌" 이 계획은 지구 온난화에 있어서 "역사적 전환점"이라고 평가하였다.
나아가, 반기문은 이 협정을 법적인 구속력이 있는 국제법으로 만들기 위해 세계 온실가스 배출의 55% 이상 책임이 있는 55개국에 활발한 로비 활동을 펼쳤다. 그같은 노력에 힘입어, 미국, 중국, 브라질, 인도, 유럽 연합 등 주요 기후 변화 당사자들이 파리 협정을 비준하였고, 2016년 11월 4일부터 기후 협정으로서는 최초로 포괄적인 구속력이 적용되는 국제법으로서 효력이 발효되었다. 버락 오바마 미국 대통령은 유럽 의회가 비준을 마무리 하여 파리 협정의 국제법 발효가 확정되자, 즉각 환영 성명을 발표하며 "지구에 있어서 전환점이 되는 날로 역사가 평가할 것"이라고 의미를 부여했다.

#### 우크라이나 분쟁
2016년 6월 26일 러시아 상트페테르부르크에서 가진 연설에서 반기문은 러시아가 우크라이나 분쟁, 시리아 내전, 인권 보호, 대량살상무기 확산 저지 등 국제 문제에 중요한 역할을 수행해야 한다고 역설하였다.

## 유엔 사무총장 퇴임 후

### 대선 출마 준비중 사퇴
반기문은 유엔 사무총장 재직시절부터 차기 대선 잠룡으로 분류되곤 하였다. 물론 그의 대선 출마는 부적절하다는 여론도 팽배했다. 그러나 2016년 후반에 박근혜-최순실 게이트가 터진후 동년 12월 9일에 국회에서 탄핵소추가 가결되며 대통령 직무가 정지되자 반기문은 12월 21일에 기자회견을 통해 대선 출마 의지를 내비쳤다. 또한, 유엔사무총장의 임기를 마친 후 2017년 1월 12일에 귀국하여 본격적으로 대선 출마 준비를 하였다. 그러나 언론을 통해 각종 의혹들이 제기 되었고, 대선 출마 준비를 시작한지 20일만인 2월 1일에 전격적으로 불출마 선언을 하였다.

### 그외 활동

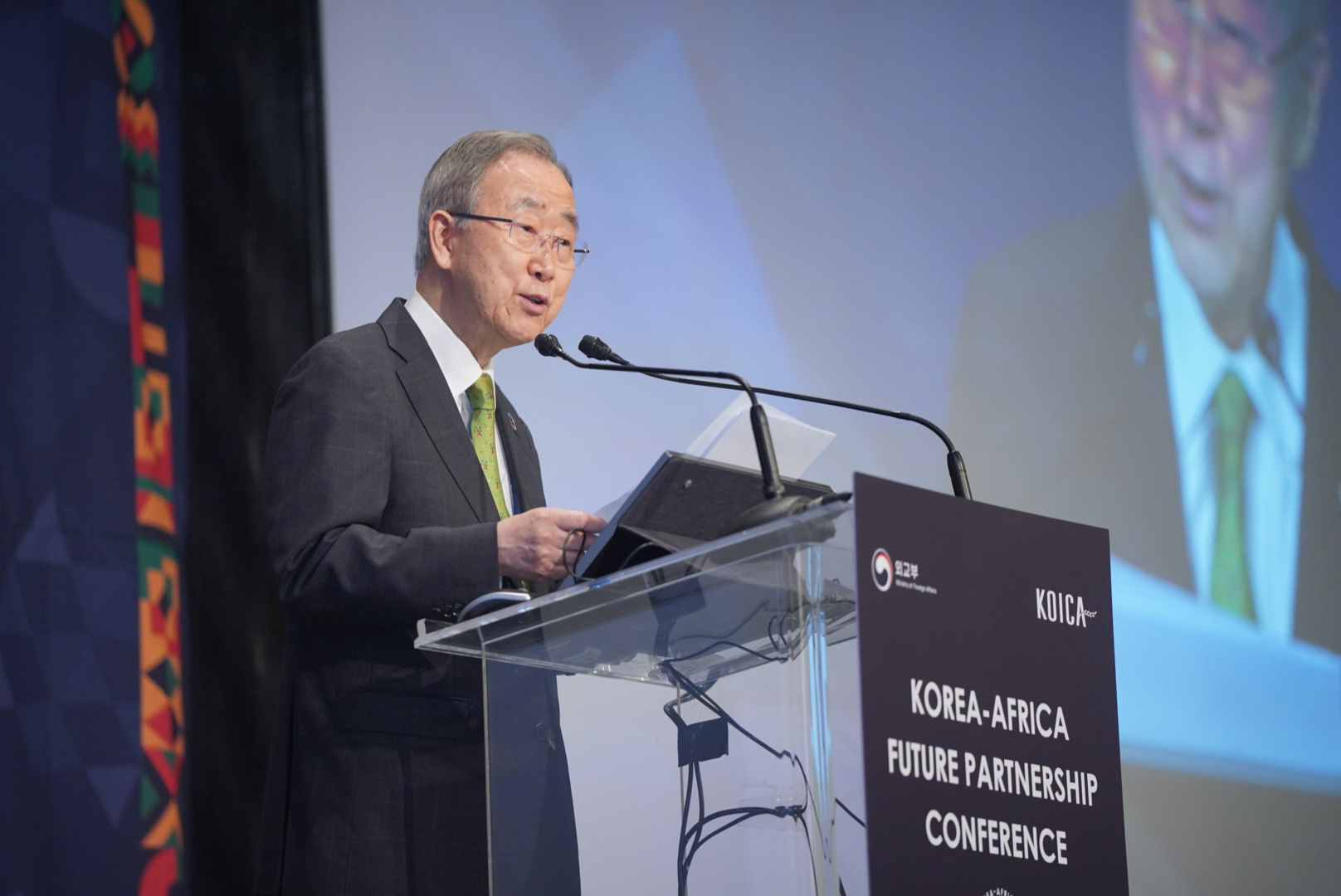
2024년 한-아프리카 미래 파트너십 콘퍼런스에서 연설 중인 반기문.

2017년 9월 15일 국제올림픽위원회(IOC) 윤리위원장으로 선출됐다. IOC는 반 위원장이 유엔 총장 재직 시절 가장 먼저 한 일이 윤리규정을 도입해 모든 직원에게 적용한 것이었다고 소개했다. 토마스 바흐 IOC 위원장은 "반 위원장은 유엔 사무총장 시절 엄격한 윤리 기준, 진실성, 책임감, 투명성으로 헌신했다"고 평가했다.
손학규 바른미래당 대표의 추천으로 2019년 3월 21일 청와대에서 미세먼지 해결을 위한 범국가적 기구를 맡아달라는 문재인 대통령의 제안을 수락했다.

## 학력
- 충주교현초등학교 졸업
- 충주중학교 졸업
- 충주고등학교 졸업
- ~1970년 서울대학교 문리과대학 외교학과 학사
- ~1985년 하버드 대학교 케네디행정대학원 행정학과 석사
- ~2008년 페어리디킨슨대학교 명예박사
- ~2010년 모스크바국립국제관계대학교 명예박사
- ~2010년 난징대학교 명예박사
- ~2015년 이화여자대학교 여성학 명예박사
- ~2016년 케임브리지대학교 법학 명예박사
- ~2016년 로욜라메리마운트대학교 명예박사
- ~2016년 메릴랜드대학교(UMCP) 명예박사

## 경력
- 1970년 2월: 제3회 외무고시 합격
- 1970년 5월: 외무부 입부
- 1976년: 주인도 대사관 1등 서기관
- 1980년 11월: 외무부 국제연합과 과장
- 1985년 4월: 국무총리비서실 의전비서관
- 1987년: 주미국 대사관 참사관 겸 총영사
- 1990년: 외무부 미주국 국장
- 1992년 2월: 외무부 장관특별보좌관
- 1995년 2월: 외무부 외교정책기획실장
- 1996년: 외무부 제1차관보
- 1996년 2월~1996년 11월: 대통령비서실 의전수석비서관
- 1996년 11월: 대통령비서실 외교안보수석비서관
- 1998년 5월~2000년 1월: 주오스트리아 대한민국 대사관 겸 주빈 국제 기구 대표부 대사
- 2000년 1월~2001년 4월: 외교통상부 차관
- 2001년 9월~2003년: 제56차 UN총회 의장비서실 실장
- 2002년: 외교부 본부대사
- 2003년 2월~2004년 1월: 대통령비서실 외교보좌관
- 2004년 1월~2006년 11월: 제33대 외교통상부 장관
- 2007년 1월~2016년 12월: 제8대 UN 사무총장
- 2017년 7월: 연세대학교 글로벌사회공헌원 명예원장, 석좌교수
- 2017년 9월~: 국제올림픽위원회(IOC) 윤리위원장
- 2019년 4월~2021년 4월: 국가기후환경회의 위원장
- 2019년 4월~: 보다나은미래를위한 반기문재단 이사장
- 서울대학교 총동창회 고문
- 보아오포럼 이사장
- 글로벌녹색성장연구소(GGGI) 이사회 의장
- 사단법인 훈민정음탑건립조직위원회 명예조직위원장
- 2022년 2월~: 서울대학교 사회과학대학 정치외교학부 초빙석좌교수
- 2022년 2월~: 서울대학교 국가미래전략원 명예원장
- 2022년 7월 : 충청북도 특별명예고문
- 2023년 5월 ~ : 재단법인 백선엽장군기념재단 고문

## 상훈
- 1975년 - 녹조근정훈장
- 1986년 - 홍조근정훈장
- 2001년 - 오스트리아 대훈장
- 2002년 - 브라질 리오 블랑코 대십자 훈장
- 2004년 - 코리아 소사이어티 밴 플리트 상
- 2006년 - 페루 태양 대십자 훈장
- 2006년 - 제6회 자랑스런 한국인 대상 최고대상
- 2006년 - 잡지인이 선정한 올해의 인물상
- 2007년 - 제1회 포니정 혁신상
- 2008년 - 국제로타리 영예의 대상
- 2008년 - 필리핀 최고 훈장
- 2009년 - 델리 지속 가능 개발에 관한 정상회담 지속가능 개발 지도자상
- 2009년 - 국민훈장 무궁화장
- 2010년 - UCLA 메달
- 2012년 - 제11회 서울평화상
- 2012년 - 미국 싱크탱크 애틀랜틱 카운슬 탁월한 국제 지도자상
- 2014년 - 하버드대학교 올해의 인도주의자상
- 2015년 - 티퍼래리 국제평화상
- 2015년 - 대한적십자사 인도장 금장
- 2016년 - 네덜란드 사자 기사 대십자 훈장
- 2016년 - 프랑스 레지옹 도뇌르(그랑 오피시에) 훈장
- 2017년 - 국민훈장 무궁화장
- 2020년 - 선학평화상 특별상
- 2024년 - 몽골 최고 훈장 (칭기스 칸)

## 가족 관계

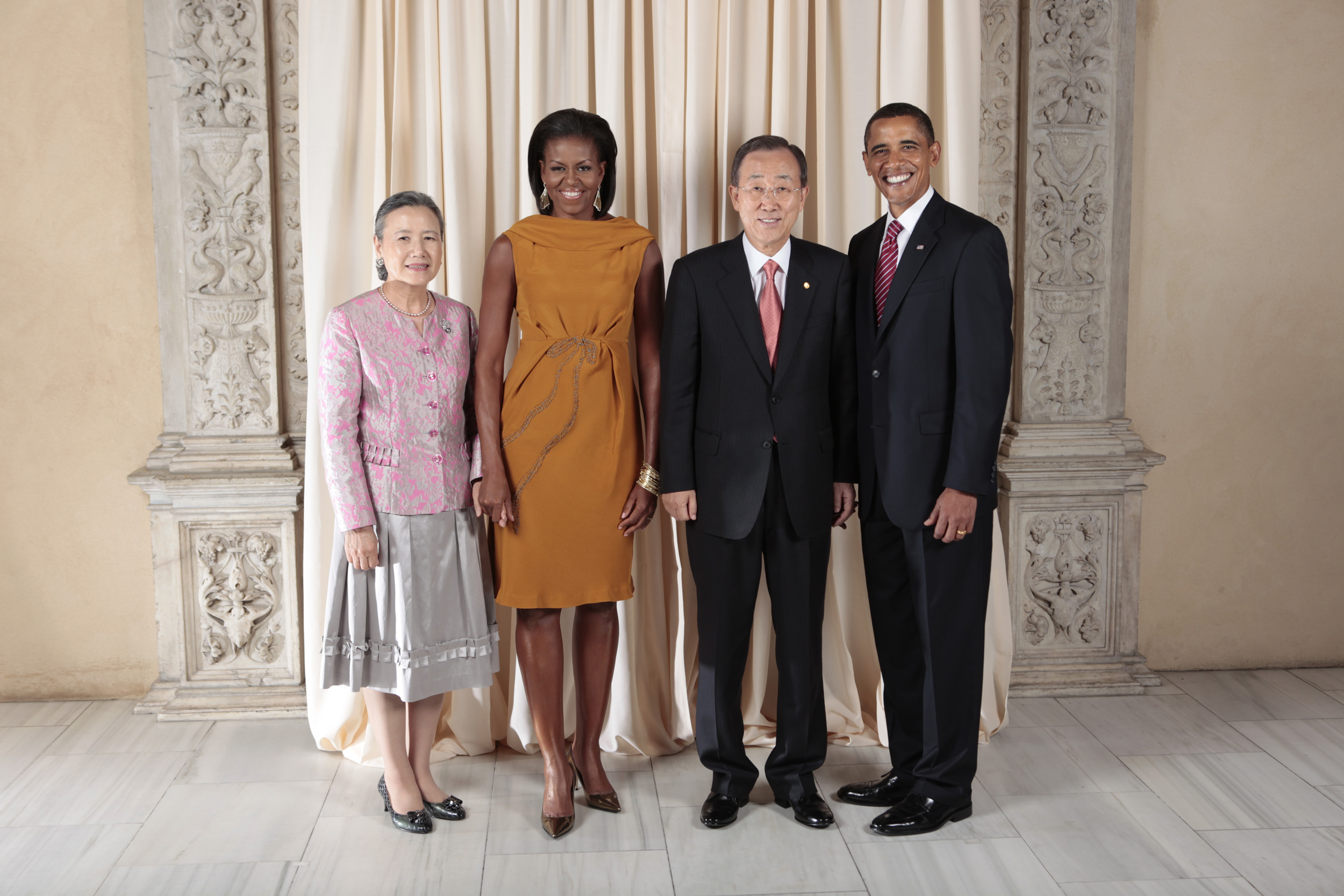
반기문·유순택 부부와 버락 오바마·미셸 오바마 부부

유순택과 충주고등학교와 충주여자고등학교 간 학생회장단 간부 교류로 만나 1971년 결혼했다. 슬하에 아들 반우현과 딸 반선용·반현희를 두었다. 아들 반우현은 서울대학교 항공우주학과 학사를 졸업하고 1999년 대한민국 육군 병장으로 군 복무를 마쳤으며 University of California - Los Angeles MBA (경영대학원) 과정 후, 유원석 변호사의 딸 유제영과 결혼했다.
- 아버지: 반명환(?~2005~6년)
- 삼촌: 반필환(?~2016년, 충주 부시장)
- 어머니: 신현순(1925년~2019년)
- 외삼촌: 신현식(1931년~, 중앙대학교 건축과 교수)
  - 첫째 남동생: 반기상[59]
  - 둘째 남동생: 반기호[59]
  - 여동생: 반정란
  - 여동생: 반경희
  - 배우자: 유순택
    - 장녀: 반선용
    - 장남: 반우현
    - 차녀: 반현희(유엔아동기금(UNICEF) 직원)

  - 조카: 반영미(뉴욕 마스터카드 부사장)
  - 조카: 반주현(뉴욕 부동산투자은행 파트너, 전 뉴욕대 겸임교수)

## 평가

### 긍정적 평가
2011년 6월 반기문의 유엔 사무총장 연임이 유력시되자, 영국의 BBC는 반기문이 외교관들 사이에서 근면성실하고 진지한 지도자로 명망을 얻고 있다면서, 합의와 조화를 이끌어내는 능력이 뛰어난 인물로 평가하였다.
2016년 9월 영국의 《데일리 텔레그래프》는 반기문의 유엔 사무총장 임기 동안 극빈층 비율과 영아 사망률이 크게 낮아졌고, 여아 교육 비율이 최고 수준을 경신했으며, 주요 분쟁에서 세계대전의 위험을 피할 수 있었다며 반기문 10년의 성공적 측면을 언급하였다. 또한 반기문이 이끌어낸 파리 기후 협정은 세계 온실가스 감축의 중요한 이정표가 되었다고 강조하였다.
2016년 11월 미국의 경제 전문지 《포브스》는 반기문 유엔 사무총장이 “강하고 인간적인 지도자”라며, 한국의 대통령이 되기에 적합한 리더십을 갖춘 인물이라고 보도했다. 국제 외교안보 전문가 앤더스 코(Anders Corr)는 ‘적합한 리더로서의 반기문(Ban Ki-moon: Fit To Lead)’이란 기고 글에서 반기문 총장이 유엔 안전보장이사회를 비판한 사실을 언급하며 “그가 강인한 외교를 펼쳤다”고 밝혔다. 반 총장은 시리아 민간인 보호를 목표로 하는 안보리 결의안이 러시아의 거부권 행사로 통과되지 못하자 안보리 상임이사국들을 겨냥했고, 유엔총회가 긴급회의를 개최하도록 압박했다는 것이다. 사우디아라비아의 예멘 공습을 비판하고, 이스라엘의 웨스트뱅크 정착촌 건설과 이란의 집회 및 언론 탄압을 비난한 것도 그가 강한 지도자의 면모를 갖춘 사례로 나열했다. 또 한국의 긴장관계를 고려해도 국제 경험이 많은 사람이 필요하다고 주장했다. 반기문의 나이가 많다는 우려에는 "판단력이 좋고 도덕적으로 훌륭하다"며 별 문제가 아니라는 견해를 보였다.
2016년 12월 미국의 외교전문지 《포린 폴리시》는 반기문이 역사적인 파리 기후 협정을 이끌어내고 국제법으로 발효시킨 공로를 인정하여, 반기문을 세계 주요 사상가 100인 중 정책결정자 부문에 선정함으로써 그의 국제적 리더십을 높이 평가하였다.

### 부정적 평가
2009년 6월 보수 언론인 제이콥 하일브룬(Jacob Heilbrunn)은 미국의 외교 전문지 《포린 폴리시》에 낸 기고문에서 반기문은 "아프가니스탄 재건, 핵확산, 난민 문제 등의 해결에 개입하지 않음으로서 유엔을 무의미한 조직으로 만들었다"라고 비판했다.
2009년 6월 영국의 주간지 《이코노미스트》는 반기문의 중간 업무 평가에서 10점 만점 기준으로 주요 강대국에 맞서는 진실성에 3점, 큰 그림을 그리는 데 8점, 평화 유지 임무에 6점, 관리·조정 능력에 2점을 주어 반기문의 업무 수행을 다소 부정적으로 평가하였다.
2016년 5월에 《이코노미스트》는 다시 반기문에 대한 평가에서 “가장 우둔하며(the dullest), 최악의 총장 중 하나(among the worst)”라고 하였다.

## 반기문을 다룬 도서
- 《반기문, 나는 일하는 사무총장입니다》(남정호 저)
- 《반기문과의 대화》(2013년 톰 플레이트 지음. 이은진 옮김.)
- 《바보처럼 공부하고 천재처럼 꿈꿔라》(신웅진 저)
- 《세계를 가슴에 품어라》(김의식 저)

## 같이 보기
- 유엔
- 유엔 사무총장